# ساردینیا
ساردنیا (به ایتالیایی: Sardegna) جزیره‌ای است در باختر ایتالیا و دریای مدیترانه. نام آن را در فارسی، بر پایه تلفظ فرانسوی، ساردنی (Sardaigne) هم نوشته‌اند.

## جغرافیا
این جزیره همراه با جزایر کوچک اطراف ناحیه ساردنیا را تشکیل می‌دهد.
ساردنیا پس از سیسیل بزرگ‌ترین جزیره مدیترانه به‌شمار می‌آید.
طول آن ۲۷۰ و عرض آن ۱۲۰ کیلومتر می‌باشد.
این جزیره کوهستانی است و بلندترین نقطه آن در مونتی دل جنارجنتو Monti del Gennargentu) ۱۸۳۴) متر ارتفاع دارد.

## اقتصاد
مناسبترین نقطه برای کشاورزی، کامپیدانو (Campidano) در جنوب غربی جزیره است.
دامداری و کشاورزی از مشاغل عمده هستند و پرورش زیتون، انگور و تنباکو رایج است.
صنایع مهم دیگر ساردنیا، ماهی‌گیری و استخراج معدن سرب، روی، مس و نمک است. کالیاری (Cagliari)، نوئورو (Nuoro)، ساساری (Sassari) از شهرهای بزرگ این جزیره هستند.

## تاریخ
بندر باستانی اوستیا (Ostia) مربوط به دوران فرمانروایی آنکوس ماسریوس (۶۴۰–۶۱۷ قبل از میلاد) بندر ترابری گندم سیسیل و ساردنیا و همچنین پایگاه دریایی رم بود که در سدهٔ نهم ویران شد اما در سده‌های میانه دوباره احیا شد.
آثار خوب به جای مانده، آن را به یک محل مهم تاریخی تبدیل کرده‌است.

## سرشناسان
- گراتزیا کوزیما دلددا (به ایتالیایی: Grazia Deledda) ‏ (۱۸۷۱–۱۹۳۴) نویسندهٔ ایتالیایی اهل ساردنیا، برندهٔ جایزه نوبل ادبیات سال ۱۹۲۶.
- گاوینو لدا نویسندهٔ ایتالیایی اهل ساردنیا.

## نگارخانه

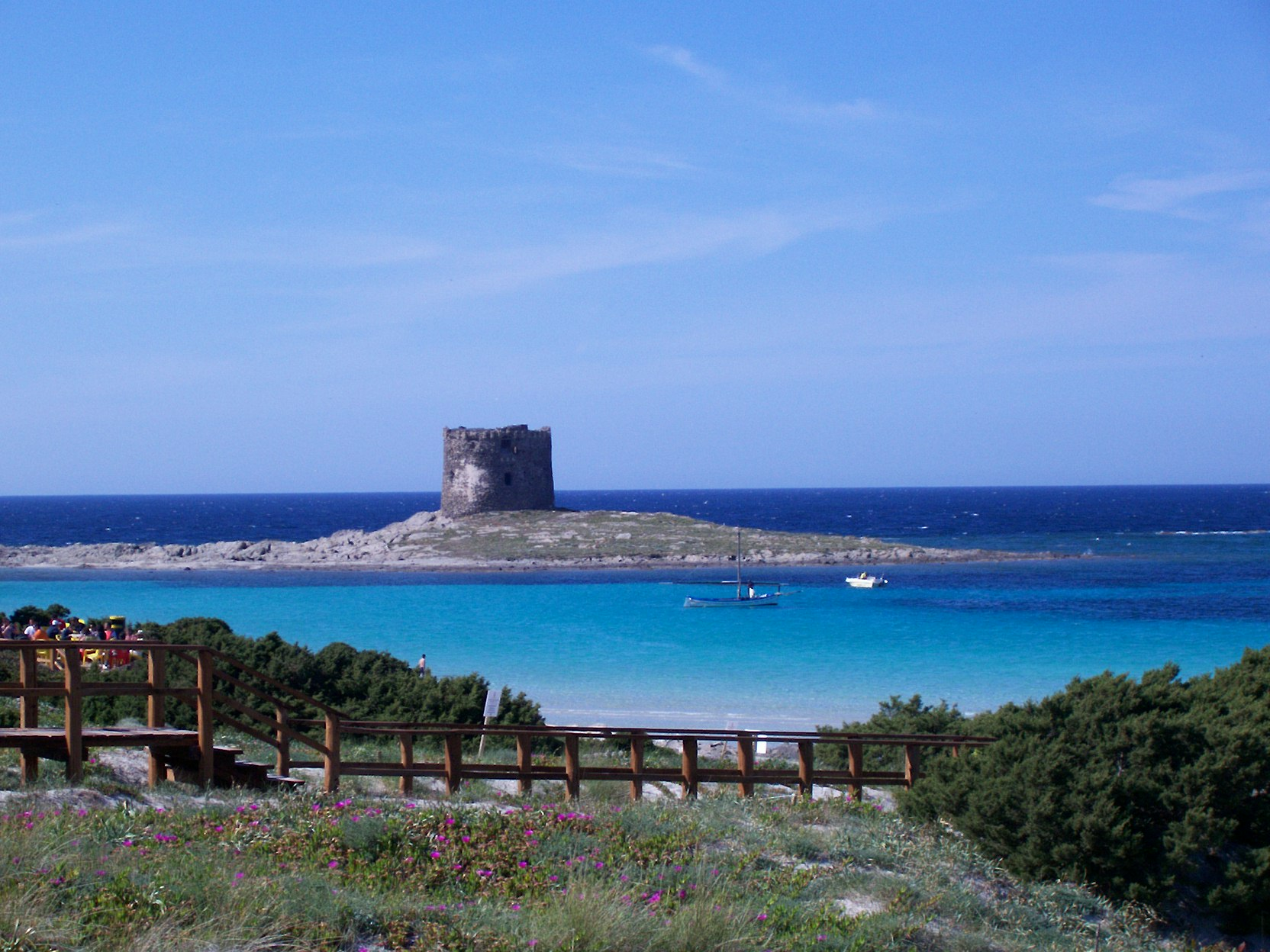
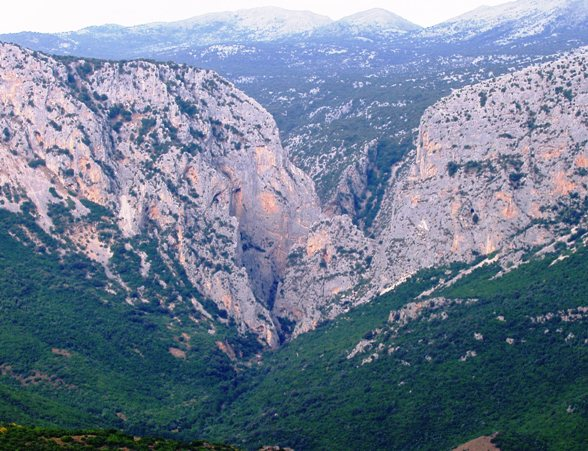
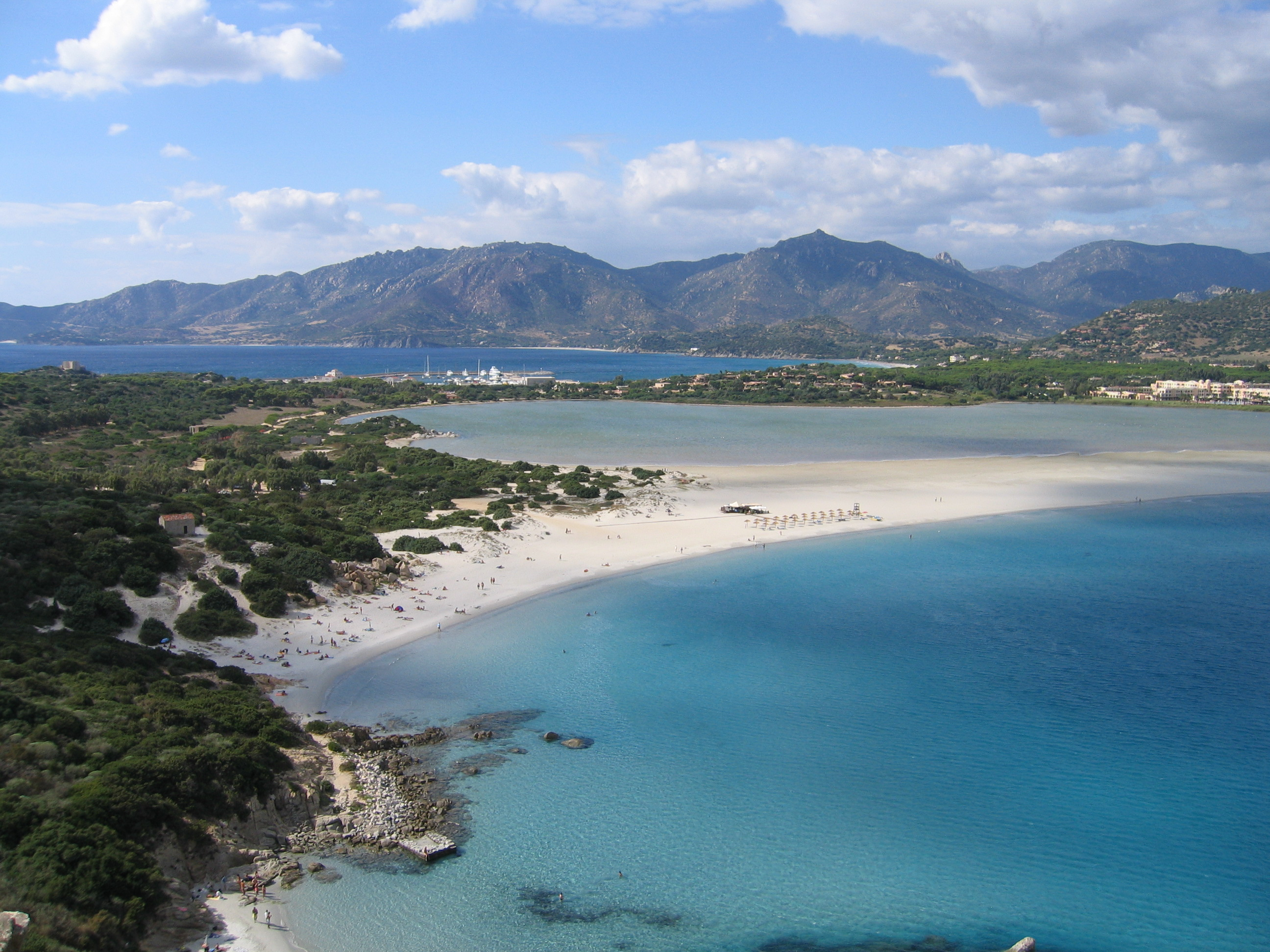
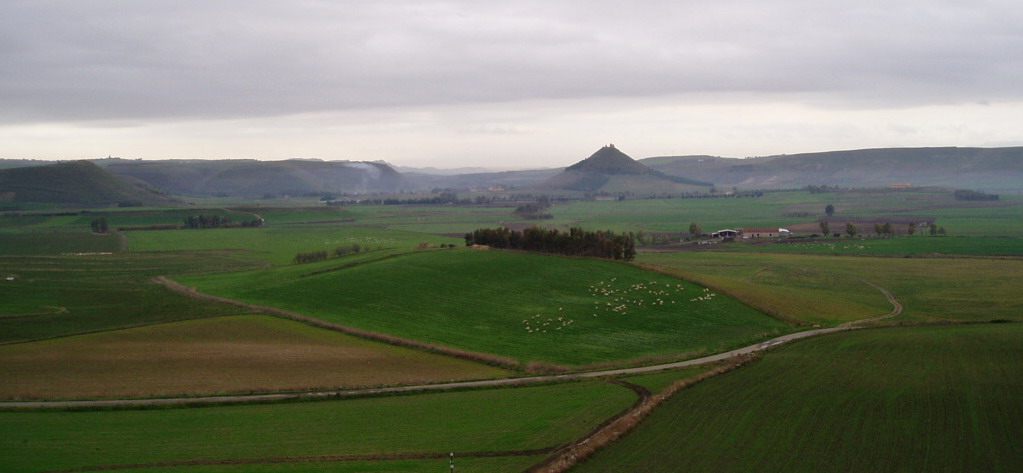
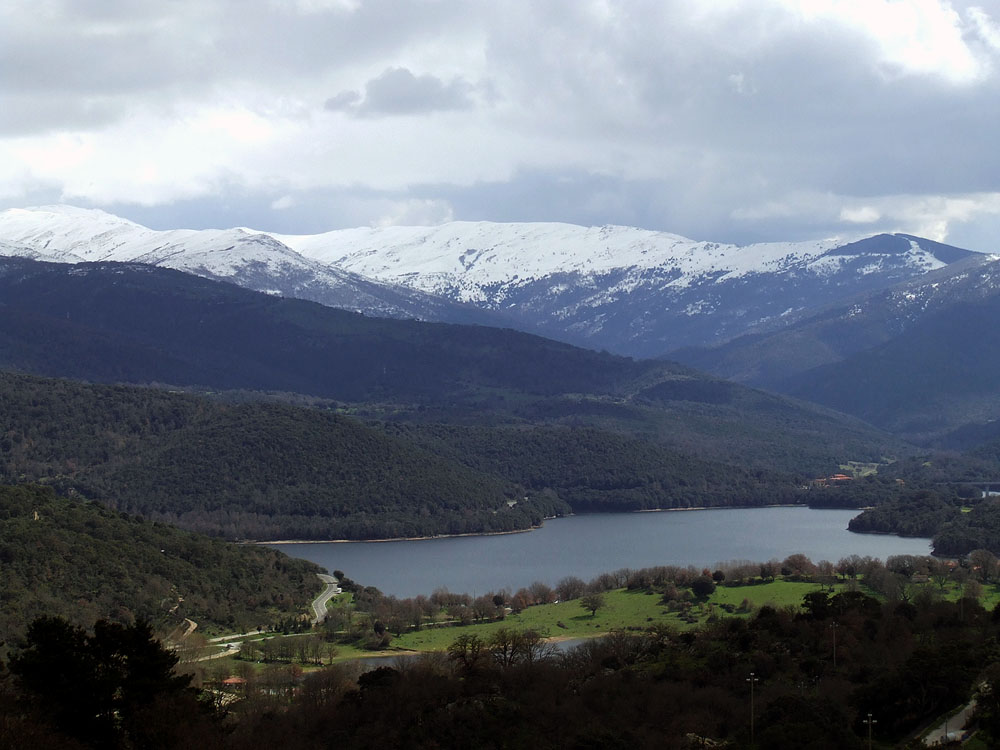
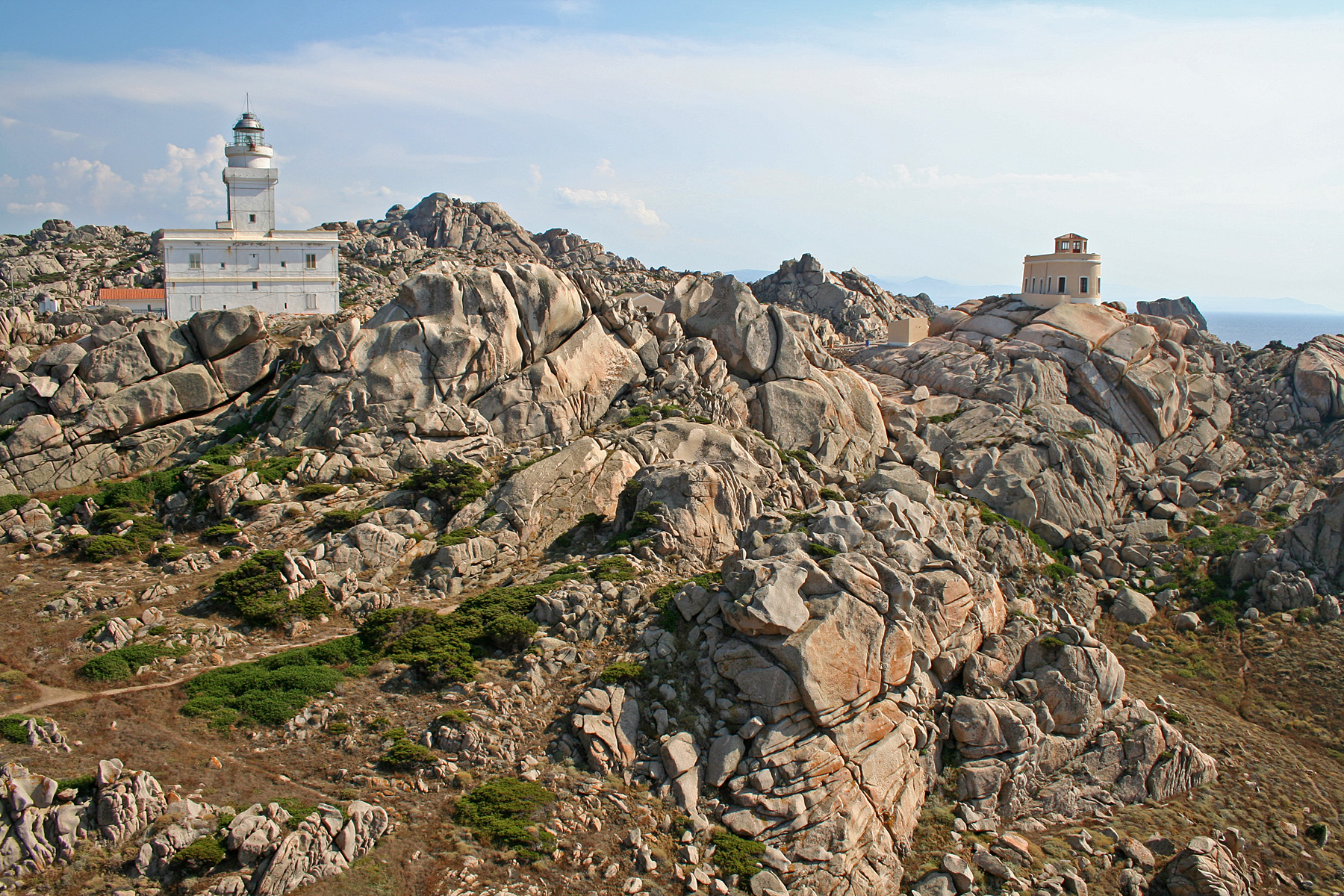
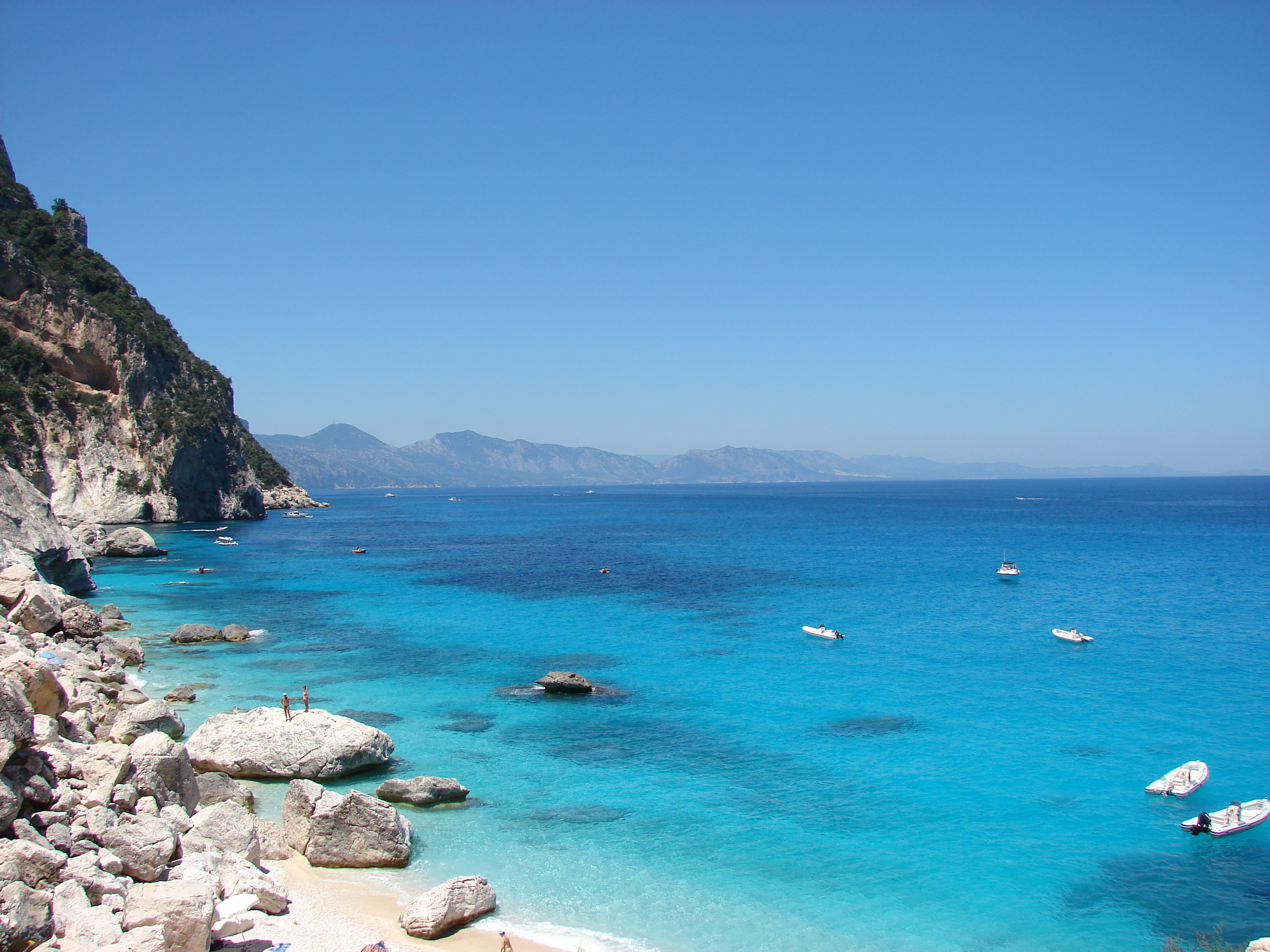
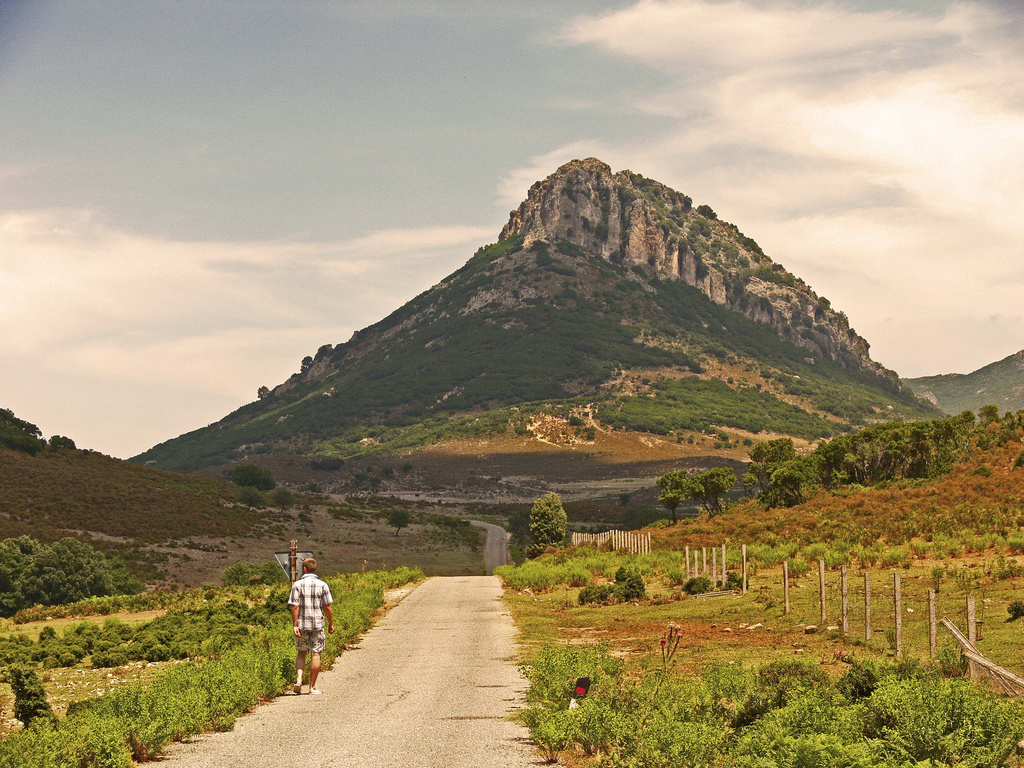
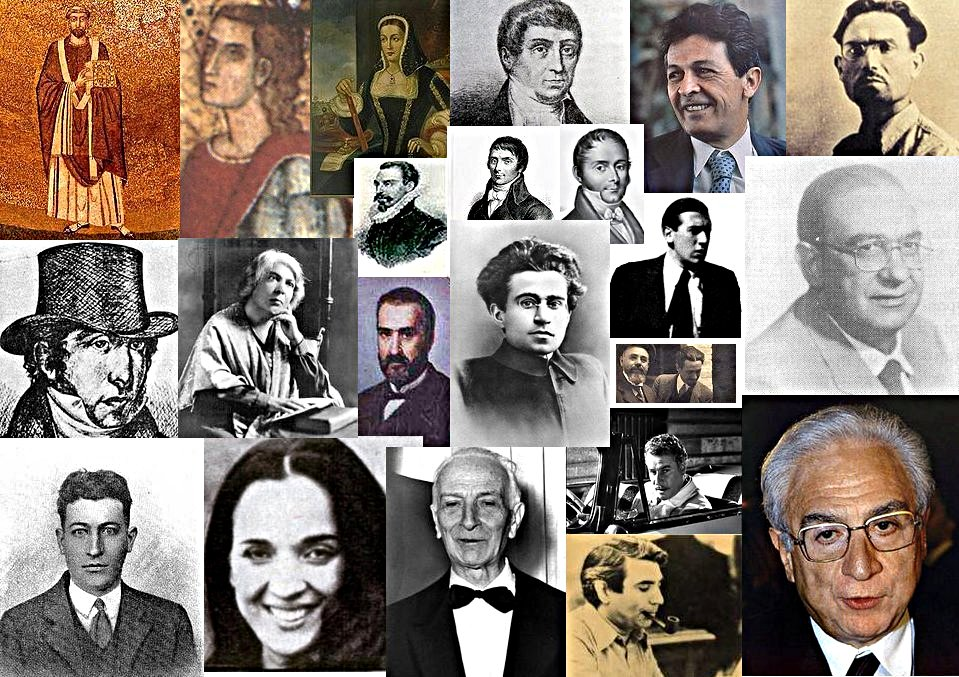
مشاهیر ساردینیا